# Róbert Döme
Róbert Döme (* 29. ledna 1979 v Senici, Československo) je bývalý slovenský hokejista, který nastupoval mimo jiné i v NHL.

## Reprezentace
V roce 1995 v dresu slovenské reprezentace do 18 let absolvoval turnaj B skupiny mistrovství Evropy juniorů, který Slovensko hostilo a na kterém si vybojovalo postup do elitní skupiny. Döme v pěti utkáních nastřádal 17 bodů za 7 branek a 10 asistencí, díky čemuž byl nejproduktivnějším hráčem a byl zařazen do All star teamu.
Za reprezentaci odehrál šest utkání a vstřelil dvě branky.

## Klubová kariéra
Hráče vychovala trenčínská Dukla. Již jako šestnáctiletý byl považován za velký talent slovenského hokeje a podepsal kontrakt v profesionální zámořské IHL s celkem Utah Grizzlies. V něm odehrál ročník 1995/96 a radoval se z Turner Cupu - mistrovského titulu. Ve stejné soutěži odehrál i následující sezonu, v té hájil barvy Long Beach Ice Dogs a Las Vegas Thunder.
V roce 1997 byl věkově způsobilý být draftován do NHL, jako 17. celkově si jej vybral Pittsburgh Penguins. V dresu tohoto klubu v sezoně 1997/98 odehrál 30 utkání v NHL. Kromě toho hrál i za Syracuse Crunch, tehdy farmu Pittsburghu v AHL. Za Syracuse hrál i v sezoně 1998/99, ve které se v hlavním mužstvu Penguins neobjevil. Během tohoto ročníku hrál i v IHL, konkrétně za Houston Aeros. V sezoně 1999/2000 odehrál 22 utkání za Pittsburgh, jinak hájil barvy Wilkes-Barre/Scranton Penguins (od roku 1999 záložní klub Pittsburghu).
Ročník 2000/01 strávil v české extralize, konkrétně v Třinci a na Kladně. Na následující sezonu se vrátil do Severní Ameriky, odehrál jí za Wilkes-Barre/Scranton. Podstatnou část této sezony vynechal kvůli zranění z letní přípravy. V červenci 2002 podepsal smlouvu s klubem NHL Calgary Flames. Za Flames odehrál pouze 13.1. utkání na ledě Montreal Canadiens, jinak hrál pouze na farmě v AHL za Saint John Flames. Zmíněné utkání bylo jeho posledním v NHL v kariéře. Následující ročník načal opět v AHL, ovšem přesunul se do švédské nejvyšší soutěže, kde hrál do roku 2005 za Södertälje SK. Sezonu 2005/06 odehrál v německé lize za Nürnberg Ice Tigers. O rok později se stal mistrem švédské ligy s MODO Hockey.
V létě 2007 podepsal tříletou smlouvu se Slovanem Bratislava. S ním se stal mistrem slovenské extraligy v ročníku 2007/08. V následující sezoně na sebe upozornil hlavně napadením Ľubomíra Chmela z HC Košice, za který dostal distanc na deset utkání. Ten mu byl později zkrácen na pět utkání.. Slovan v této sezoně skončil v semifinále. V létě 2009 ukončil Döme hokejovou kariéru.
V následujícím roce nastoupil v závěru sezony ve druhé nejvyšší soutěži za rodnou Senicu, nešlo ovšem o návrat ale jen o jednorázovou výpomoc.

## Statistika
- Debut v NHL - 1. října 1997 (PITTSBURGH PENGUINS - Los Angeles Kings)
- První gól v NHL (a zároveň první bod) - 19. října 1997 (Anaheim Mighty Ducks - PITTSBURGH PENGUINS)

| Sezona     | Klub                           | Soutěž     | Základní část | Základní část | Základní část | Základní část | Základní část | Play off | Play off | Play off | Play off | Play off |
| Sezona     | Klub                           | Soutěž     | Z             | G             | A             | B             | TM            | Z        | G        | A        | B        | TM       |
| ---------- | ------------------------------ | ---------- | ------------- | ------------- | ------------- | ------------- | ------------- | -------- | -------- | -------- | -------- | -------- |
| 1994/95    | HC Dukla Trenčín jun.          | SVK-jun.   | 36            | 36            | 43            | 79            | 39            | —        | —        | —        | —        | —        |
| 1995/96    | Utah Grizzlies                 | IHL        | 56            | 10            | 9             | 19            | 28            | —        | —        | —        | —        | —        |
| 1996/97    | Long Beach Ice Dogs            | IHL        | 13            | 4             | 6             | 10            | 14            | —        | —        | —        | —        | —        |
|            | Las Vegas Thunder              | IHL        | 43            | 10            | 7             | 17            | 22            | —        | —        | —        | —        | —        |
| 1997/98    | Pittsburgh Penguins            | NHL        | 30            | 5             | 2             | 7             | 12            | —        | —        | —        | —        | —        |
|            | Syracuse Crunch                | AHL        | 36            | 21            | 25            | 46            | 77            | —        | —        | —        | —        | —        |
| 1998/99    | Houston Aeros                  | IHL        | 20            | 2             | 4             | 6             | 24            | —        | —        | —        | —        | —        |
|            | Syracuse Crunch                | AHL        | 48            | 18            | 17            | 35            | 70            | —        | —        | —        | —        | —        |
| 1999/00    | Pittsburgh Penguins            | NHL        | 22            | 2             | 5             | 7             | 0             | —        | —        | —        | —        | —        |
|            | Wilkes-Barre/Scranton Penguins | AHL        | 51            | 12            | 26            | 38            | 83            | —        | —        | —        | —        | —        |
| 2000/01    | HC Vagnerplast Kladno          | CZE        | 29            | 9             | 12            | 21            | 57            | —        | —        | —        | —        | —        |
|            | HC Oceláři Třinec              | CZE        | 5             | 0             | 3             | 3             | 4             | —        | —        | —        | —        | —        |
| 2001/02    | Wilkes-Barre/Scranton Penguins | AHL        | 39            | 9             | 8             | 17            | 53            | —        | —        | —        | —        | —        |
| 2002/03    | Calgary Flames                 | NHL        | 1             | 0             | 0             | 0             | 0             | —        | —        | —        | —        | —        |
|            | Saint John Flames              | AHL        | 56            | 27            | 29            | 56            | 41            | —        | —        | —        | —        | —        |
| 2003/04    | Södertälje SK                  | SWE        | 28            | 10            | 19            | 29            | 8             | —        | —        | —        | —        | —        |
|            | Lowell Lock Monsters           | AHL        | 13            | 5             | 7             | 12            | 19            | —        | —        | —        | —        | —        |
| 2004/05    | Södertälje SK                  | SWE        | 50            | 12            | 10            | 22            | 92            | 10       | 0        | 1        | 1        | 8        |
| 2005/06    | Nürnberg Ice Tigers            | GER        | 48            | 12            | 23            | 35            | 80            | 4        | 2        | 2        | 4        | 8        |
| 2006/07    | MODO Hockey                    | SWE        | 50            | 13            | 10            | 23            | 66            | 20       | 6        | 8        | 14       | 55       |
| 2007/08    | HC Slovan Bratislava           | SVK        | 37            | 14            | 21            | 35            | 28            | 17       | 5        | 8        | 13       | 33       |
| 2008/09    | HC Slovan Bratislava           | SVK        | 45            | 24            | 24            | 48            | 75            | 12       | 2        | 6        | 8        | 6        |
| 2009/10    | HC Dukla Senica                | SVK2       | 6             | 1             | 4             | 5             | 4             | —        | —        | —        | —        | —        |
| NHL celkem | NHL celkem                     | NHL celkem | 53            | 7             | 7             | 14            | 12            | —        | —        | —        | —        | —        |

## Trenérská kariéra
Jako trenér vedl ve švédském celku Norrtälje IK mezi lety 2012-14 třetiligový tým mužů a současně i celek do 18 let. V sezoně 2014/15 vedl v nejvyšší švédské soutěži do 18 let mužstvo Wings HC.

## Skandál v Senici
V prosinci 2007 byl vyšetřován za napadení barmanky v baru v Senici, která mu odmítla rozměnit. Stejný měsíc měl i jinou potyčku v jiném baru.